# A Day to Remember
A Day to Remember (muitas vezes abreviado como ADTR) é uma banda americana de rock formada em 2003 na cidade de Ocala, Flórida, pelo guitarrista Tom Denney e pelo baterista Bobby Scruggs. A banda atualmente é composta pelo vocalista Jeremy McKinnon, o guitarrista rítmico Neil Westfall, o percussionista/baterista Alex Shelnutt e o guitarrista Kevin Skaff.
Eles são conhecidos por sua fusão de metalcore e pop punk. A banda tem álbuns lançados sob os selos das gravadoras Indianola Records e Victory Records, sendo a segunda a responsável pelo lançamento de 3 álbuns de estúdio. Atualmente eles têm um selo independente: ADTR RECORDS.
Algumas das maiores influências da banda são Blink-182, New Found Glory e NOFX.

## História
A banda foi formada em 2003 na cidade de Ocala, na Flórida. Tornaram-se conhecidos por sua fusão incomum de metalcore e pop punk, possuindo também influências do post-hardcore. Eles também fizeram versões de músicas populares, aderindo-as com seu estilo. As músicas regravadas foram "Since U Been Gone" da artista Kelly Clarkson e "Over My Head (Cable Car)" da banda The Fray.
Após o lançamento de algumas músicas demo, a banda assinou com a Indianola Records para o lançamento de seu primeiro álbum, And Their Name Was Treason, de 2005. O álbum vendeu mais de 8.000 cópias. Um ano mais tarde eles assinaram com a Victory Records e rapidamente começaram a trabalhar em seu segundo álbum, intitulado For Those Who Have Heart, já com o novo baterista Alex Shellnutt.
Em 2008, lançaram a versão Deluxe do For Those Who Have Heart, seu primeiro DVD gravado em sua cidade natal (Ocala) e o Old Record, uma reedição do And Their Name Was Treason, porém, com diferentes versões das músicas e com uma capa que satiriza os membros da banda no futuro.
Em 2009, lançaram seu terceiro álbum em estúdio, o Homesick. Alguns meses após o seu lançamento, o guitarrista Tom Denney quebrou o pulso e foi substituído temporariamente por Kevin Skaff, que tocava na banda Four Letter Lie; porém, mesmo após se recuperar, Tom resolveu deixar a banda alegando o que já demonstrava há um certo tempo: estar deprimido por saudades de sua esposa e cansado da vida de estrada. Todavia, Tom manteve a amizade com os demais membros da banda e participou do clipe de "I'm Made Of Wax Larry, What Are You Made Of?" e "Right Back At It Again". Em outubro de 2009 eles relançaram o álbum Homesick com músicas ao vivo gravadas em um show na Suíça e com versões acústicas de "Homesick" e "Another Song About the Weekend".
Em julho de 2010 a banda começou a gravação de seu quarto disco, chamado What Separates Me From You, que foi lançado no dia 16 de novembro do mesmo ano. O ex-guitarrista Tom Denney contribuiu no processo criativo desse álbum, além de participar do clipe da música "All I Want".
Em 21 de dezembro de 2012, dois anos depois do lançamento do último álbum, a banda lançou a música "Violence (Enough Is Enough)", que, no ano seguinte, veio a constar na tracklist de seu quinto trabalho de estúdio, "Common Courtesy". O álbum foi lançado no dia 8 de outubro de 2013 de forma independente, em virtude da vitória na ação judicial contra a gravadora Victory Records.
O último álbum da banda, intitulado "Bad Vibrations", foi lançado em 19 de agosto de 2016, também de forma independente, com distribuição feita pela Epitaph Records.

## Integrantes
Atuais
- Jeremy McKinnon → Vocal (2003–Presente)
- Neil Westfall → Guitarra Rítmica, Backing vocal (2003–Presente)
- Josh Woodard → Baixo (2003–Presente)
- Alex Shelnutt → Bateria, (2007–Presente)
- Kevin Skaff → Guitarra Solo, Backing vocal (2009–Presente)

Ex-Integrantes
- Tom Denney → Guitarra, Backing vocal (2003–2009)
- Brandon Roberts → Bateria, Percussão (2006)
- Bobby Scruggs → Bateria, Percussão (2003–2006)

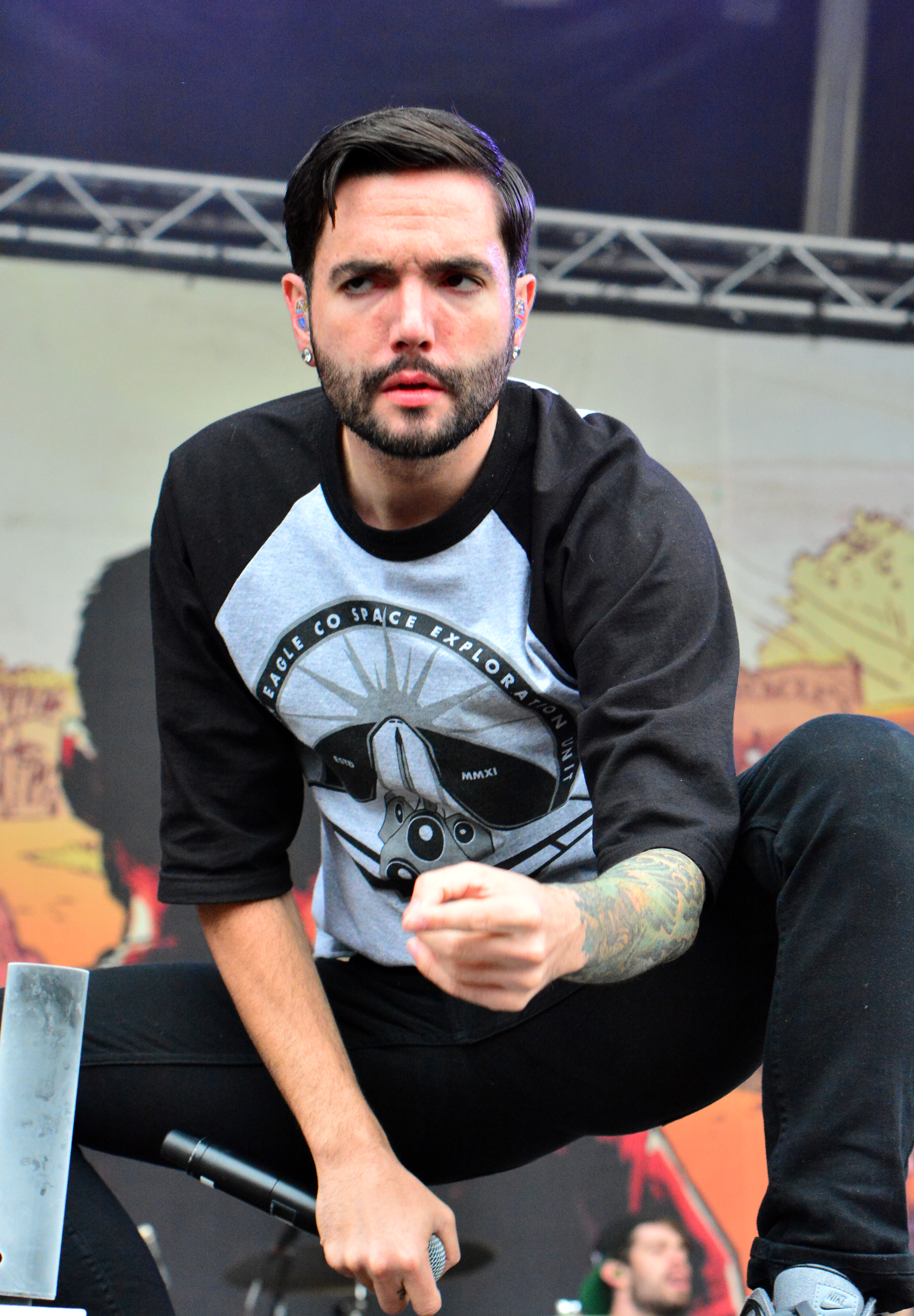
Jeremy McKinnon
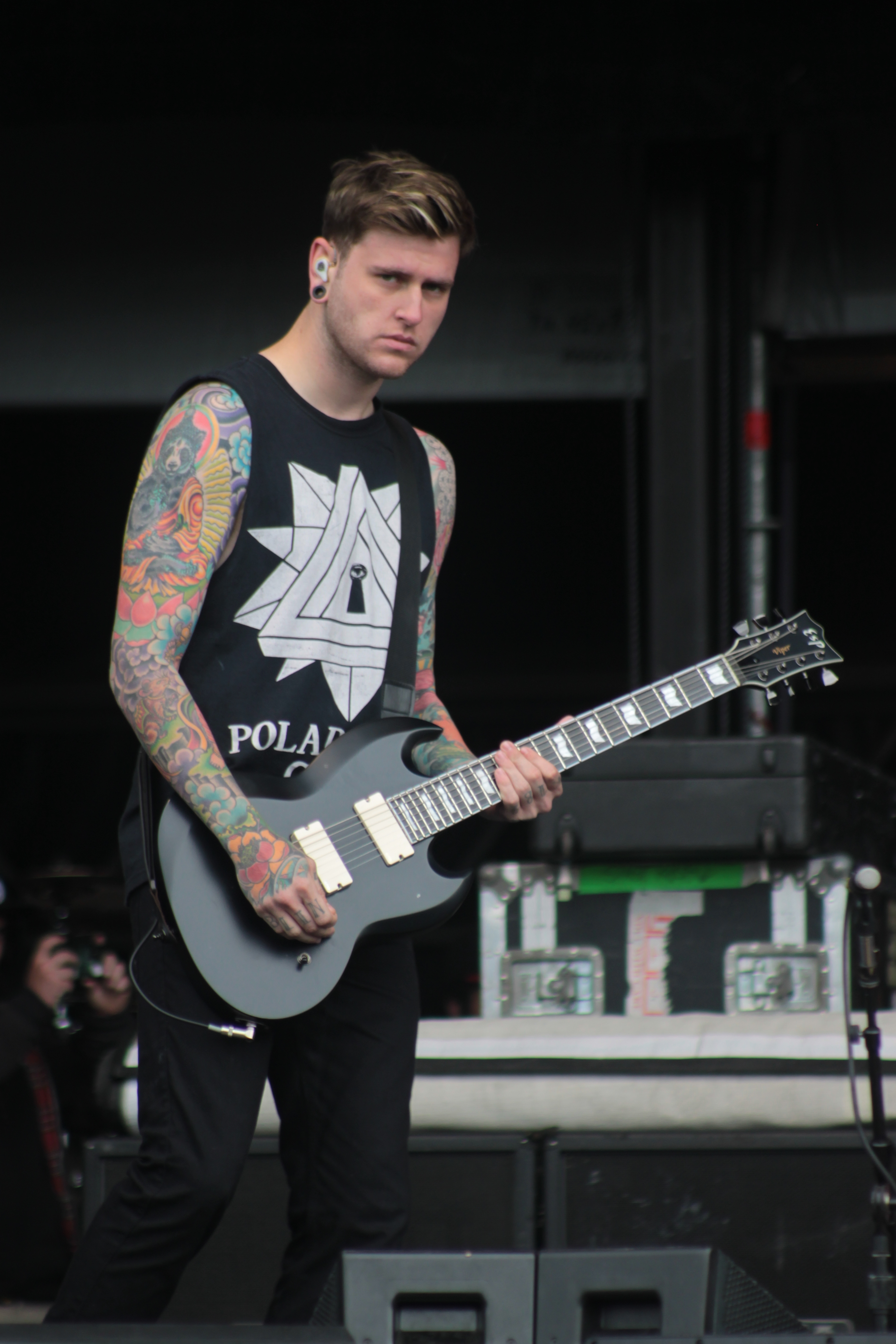
Neil Westfall
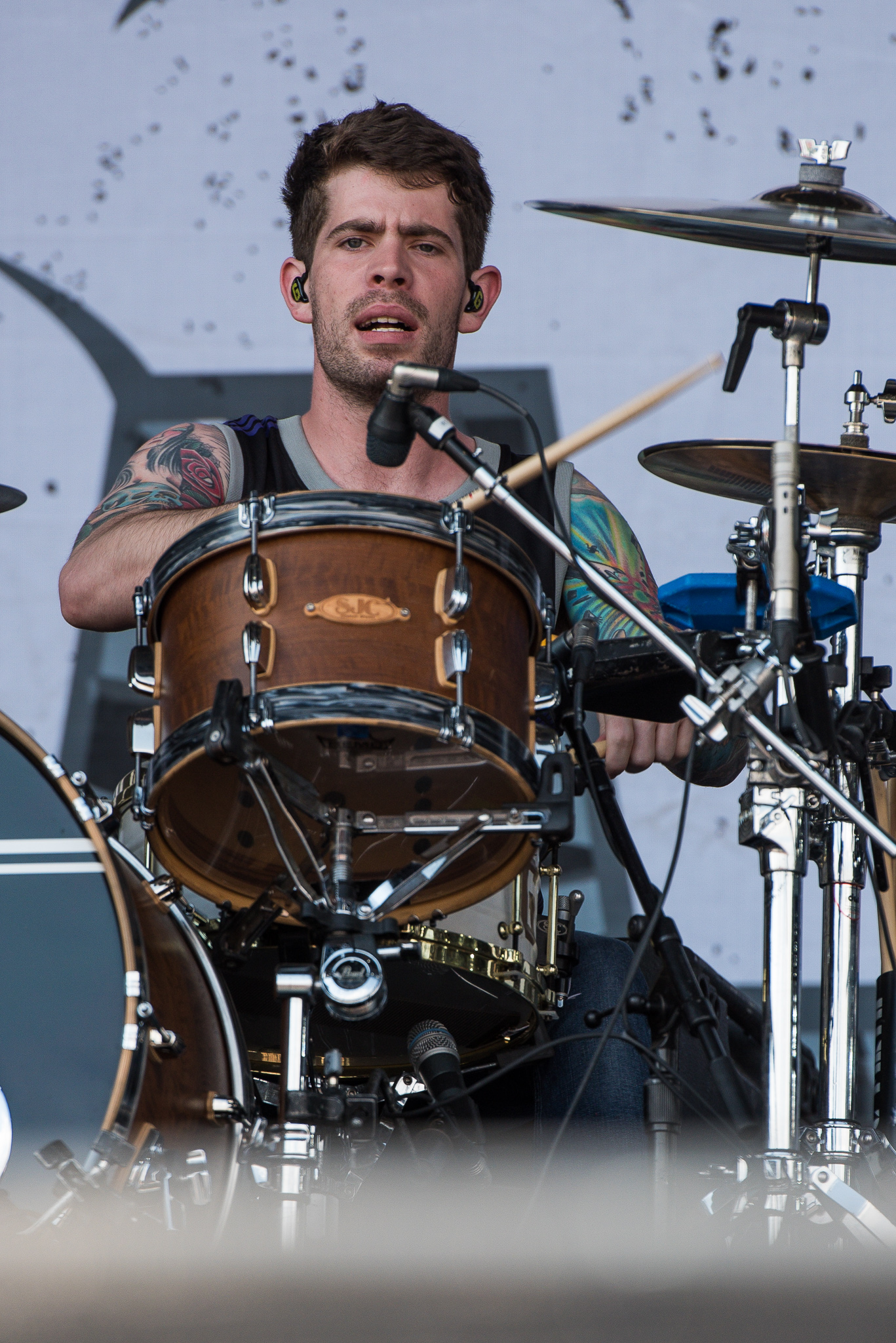
Alex Shelnutt
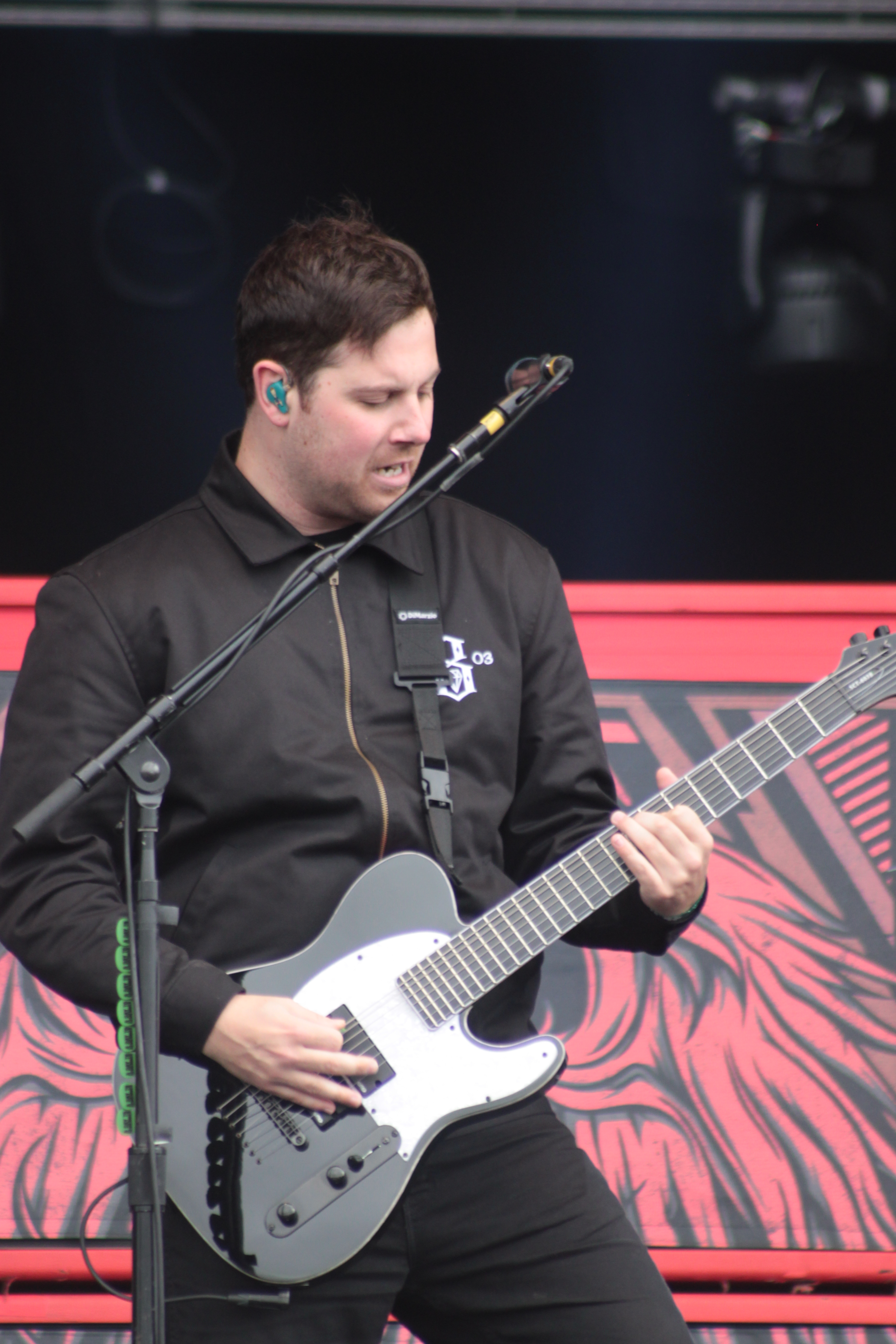
Kevin Skaff
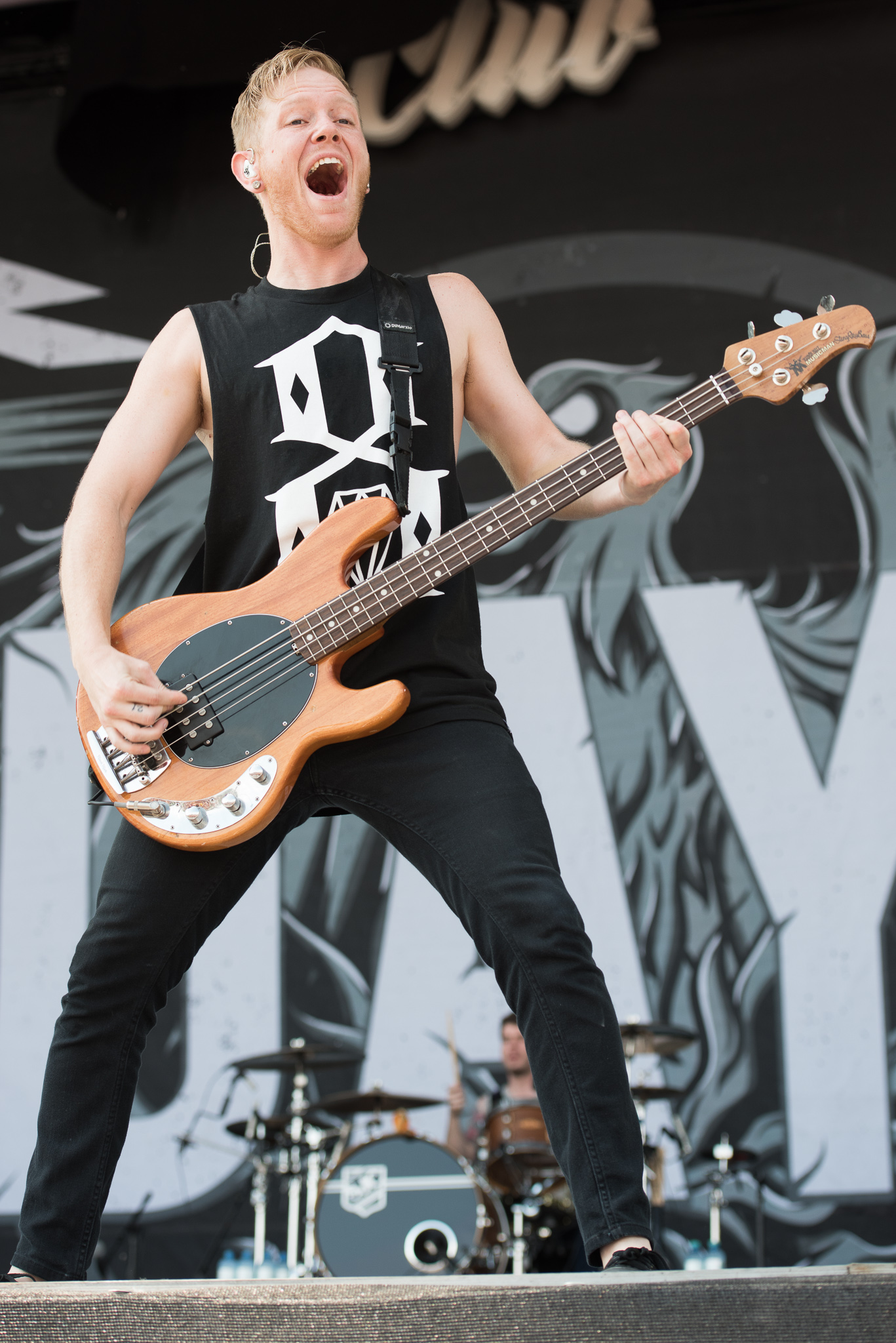
Josh Woodard

## Discografia
| Ano  | Álbum                                                                                        | Posição nas Paradas | Posição nas Paradas | Posição nas Paradas |
| Ano  | Álbum                                                                                        | US                  | US Indie            | US Heat.            |
| ---- | -------------------------------------------------------------------------------------------- | ------------------- | ------------------- | ------------------- |
| 2005 | And Their Name Was Treason - Lançamento: 10 de Maio de 2005 - Gravadora: Indianola Records   | —                   | —                   | —                   |
| 2007 | For Those Who Have Heart - Lançamento: 23 de Janeiro de 2007 - Gravadora: Victory Records    | —                   | 43                  | 17                  |
| 2009 | Homesick - Lançamento: 3 de Fevereiro de 2009 - Gravadora: Victory Records                   | 21                  | 1                   | —                   |
| 2010 | What Separates Me From You - Lançamento: 16 de Novembro de 2010 - Gravadora: Victory Records | 11                  | 1                   | —                   |
| 2013 | Common Courtesy - Lançamento: 08 de Outubro de 2013 - Gravadora: ADTR RECORDS                | 37                  | —                   | —                   |
| 2016 | Bad Vibrations - Lançamento: 19 de Agosto de 2016 - Gravadora: ADTR RECORDS                  | 2                   | —                   | —                   |
| 2021 | You're Welcome - Lançamento: 5 de março de 2021 Gravadora: Fueled by Ramen                   | __                  | __                  | __                  |

EPs
Attack of the Killer B-Sides

## Videografia
| Título                                          | Ano  | Diretor                |
| ----------------------------------------------- | ---- | ---------------------- |
| "Breathe Hope in Me"                            | 2004 | Daniel Harrison        |
| "A Second Glance"                               | 2006 | Reel Players           |
| "The Plot to Bomb the Panhandle"                | 2007 | Dan Dobi               |
| "Monument" (live)                               | 2007 | Team Orlando           |
| "The Danger in Starting a Fire"                 | 2008 |                        |
| "Since U Been Gone"                             | 2008 | Don Tyler              |
| "The Downfall of Us All"                        | 2009 | Scott Hansen           |
| "Mr. Highway's Thinking About the End"          | 2009 | Perrone Salvatore Xavy |
| "Right Where You Want Me to Be"                 | 2009 | Drew Russ              |
| "I'm Made of Wax, Larry, What Are You Made Of?" | 2010 | Dan Dobi               |
| "Have Faith in Me"                              | 2010 | Mark Staubach          |
| "All I Want"                                    | 2011 | Drew Russ              |
| "All Signs Point to Lauderdale"                 | 2011 | Chris Marrs Pillero    |
| "2nd Sucks"                                     | 2012 | Drew Russ              |
| "Right Back At It Again"                        | 2013 | Drew Russ              |
| "End Of Me"                                     | 2014 | Shane Drake            |
| "City of Ocala"                                 | 2015 | Drew Russ              |